# RBPMS
RBPMS (англ. RNA binding protein with multiple splicing) – білок, який кодується однойменним геном, розташованим у людей на короткому плечі 8-ї хромосоми. Довжина поліпептидного ланцюга білка становить 196 амінокислот, а молекулярна маса — 21 802.
| 10         |  | 20         |  | 30         |  | 40         |  | 50         |
| ---------- |  | ---------- |  | ---------- |  | ---------- |  | ---------- |
| MNNGGKAEKE |  | NTPSEANLQE |  | EEVRTLFVSG |  | LPLDIKPREL |  | YLLFRPFKGY |
| EGSLIKLTSK |  | QPVGFVSFDS |  | RSEAEAAKNA |  | LNGIRFDPEI |  | PQTLRLEFAK |
| ANTKMAKNKL |  | VGTPNPSTPL |  | PNTVPQFIAR |  | EPYELTVPAL |  | YPSSPEVWAP |
| YPLYPAELAP |  | ALPPPAFTYP |  | ASLHAQMRWL |  | PPSEATSQGW |  | KSRQFC     |

A: Аланін

C: Цистеїн

D: Аспарагінова кислота

E: Глутамінова кислота

F: Фенілаланін

G: Гліцин

H: Гістидин

I: Ізолейцин

K: Лізин

L: Лейцин

M: Метіонін

N: Аспарагін

P: Пролін

Q: Глутамін

R: Аргінін

S: Серин

T: Треонін

V: Валін

W: Триптофан

Кодований геном білок за функціями належить до активаторів, фосфопротеїнів. 
Задіяний у таких біологічних процесах, як транскрипція, регуляція транскрипції, ацетилювання, альтернативний сплайсинг. 
Білок має сайт для зв'язування з РНК. 
Локалізований у цитоплазмі, ядрі.